# ياه كليك
ياه كليك (بالإنجليزية: YahClick)‏، هي خدمة اتصال بالإنترنت عالية الأداء من خلال الأقمار الصناعية تابعة لشركة مبادلة للتنمية الإماراتية. تأسست عام 2012 ومقرها الرئيسي في أبوظبي، الإمارات، وتغطي مختلف أنحاء العالم.

## عن ياه كليك
أعلنت شركة «الياه» للاتصالات الفضائية (الياه سات)، وهي شركة مساهمة خاصة مملوكة بالكامل لشركة مبادلة للتنمية، عن إطلاقها خدمة ياه كليك (YahClick) في دولة الإمارات العربية المتحدة، وهي خدمة اتصال بالإنترنت عالية الأداء من خلال الأقمار الصناعية. ويمكن الحصول على خدمة ياه كليك من موزعيها في الإمارات سكاي ستريم (SkyStream) العضو في مجموعة أطلس تيليكوم، وصفا تيليكوم (Safa Telecom) العضو في مجموعة آي إي سي تيليكوم.
وبعد إطلاق خدمة ياه كليك بنجاح في 10 دول منها جنوب إفريقيا ونيجيريا وأفغانستان والعراق، أصبحت اليوم خدمة ياه كليك متوفرة في كافة أرجاء الإمارات العربية المتحدة لتقدم اتصالاً فضائياً سريعاً بشبكة الإنترنت من خلال خدمة موثوقة يعتمد عليها للعملاء من مختلف القطاعات التجارية. وصممت ياه كليك لتقدم خدمة مثالية للشركات التجارية وأيضاً للعاملين في مجال الزراعة، الذين يستفيدون من تقنياته المتقدمة في التغلب على التحديات التي يواجهونها والتي تتمثل في بعد الموقع وصعوبة التضاريس.
يتم بث حزمة ياه كليك من خلال القمر الصناعي Y1B الذي تم إطلاقه بنجاح في شهر إبريل 2012 وهو أول قمر صناعي في المنطقة يوظف تقنية الإشارات المتعددة والترددات الواسعة النطاق-عبر حزمة الترددات Ka-band الحديثة، وبفضل قوة الإشارة الواصلة إلى الأرض أصبح بإمكان المشتركين استخدام صحون لاقطة صغيرة الحجم، مستفيدين من تقليل تكاليف الاتصال والتجهيزات وأجور التركيب والصيانة. وتكتمل العمليات التشغيلية لخدمة «ياه كليك» عندما تصل تغطيتها إلى 28 دولة في الشرق الأوسط وإفريقيا ووسط وجنوب غرب آسيا بنهاية العام 2013، وسيتم تقديم الخدمة في تلك البلدان من خلال 30 شريك خدمات رائد في تلك الأسواق.

## الدول
- اسيا
- افريقيا
- بوليفيا
- تركيا
- باكستان
- أفغانستان
- العراق

## المستخدمين
- تيليمن
- الثريا
- سكاي أوربت
- صفا تيليكوم